# 七叶衍祥坊
七叶衍祥坊，位于中国福建省建宁县溪源乡上坪村，是一座四柱三间五楼式石牌坊，四柱前后二侧有抱鼓形夹柱石。牌坊坐北朝南，总宽6.98米，总高8.76米，占地面积约14.24平方米。牌坊上下三层，左右五楼，额枋之间嵌置匾额“七叶衍祥”；字碑及匾额的二侧，又各有一块字碑，记述有关事迹以及建坊经过等。上额枋之上龙凤柱间立“圣旨”碑。2009年11月16日公布为第七批福建省文物保护单位。